# Alerre
Alerre è un comune spagnolo di 201 abitanti situato nella comunità autonoma dell'Aragona.

Fa parte della comarca della Hoya de Huesca.